# George Iloka
George Iloka (Houston, 31 marzo 1990) è un giocatore di football americano statunitense che milita nel ruolo di strong safety per i Minnesota Vikings della National Football League (NFL). Fu scelto nel corso del quinto giro (167º assoluto) del Draft NFL 2012 dai Bengals. Al college ha giocato a football a Boise State.

## Carriera professionistica

### Cincinnati Bengals
Considerato uno dei migliori prospetti tra le safety disponibili nel Draft 2012, il 28 aprile Iloka fu scelto nel corso del quinto giro dai Cincinnati Bengals. Nella sua stagione da rookie disputò 7 partite, nessuna delle quali come titolare, mettendo a segno 2 tackle. Nella successiva si impose come titolare disputando tutte le 16 gare della stagione regolare come partente, mettendo a segno 66 tackle, un intercetto, 6 passaggi deviati e 2 fumble forzati.
Nella stagione 2014, Iloka rimase stabilmente titolare dei Bengals. Nel secondo turno disputò la prima partita con due intercetti in carriera, ai danni di Matt Ryan, nella vittoria sugli Atlanta Falcons. La sua annata si chiuse con un primato personale di 3 intercetti.
Il 5 dicembre 2017 Iloka fu sospeso per una partita per un colpo proibito su Antonio Brown dei Pittsburgh Steelers nel Monday Night Football della settimana 12. Il 19 agosto 2018 fu svincolato dopo sei stagioni con i Bengals.

### Minnesota Vikings
Il 22 agosto 2018 Iloka firmò con i Minnesota Vikings.